# Leon Live is Live演唱會
Leon Live is Live演唱會（英語：Leon Live is Live Concert）是香港歌手黎明的個人演唱會，由耀榮娛樂、澳門賽馬會、東亞娛樂主辦，新世界中心冠名贊助，演唱會於2001年12月14日至16日、12月21日至25日及12月28日至31日在香港體育館舉行，共演出12場，當中12月31日的場次以跨年形式舉行並加設除夕倒數環節。

## 製作概念
《Leon Live is Live演唱會》是黎明第六次在香港體育館（紅磡體育館）舉行的個人演唱會，演唱會由梁天恩監製，出品人為張耀榮，Jennifer Chan出任導演，黎明的經理人陳善之擔任顧問，主辦單位於2001年11月8日在新世界中心舉行首次記者招待會宣佈舉辦詳情。

### 場次編排
演唱會原定舉行8場，張耀榮其後於2001年12月6日宣佈加開4場，合共舉行12場，黎明希望入場觀眾可以感受到假期氣氛，因此選擇在假期日子演唱，以下是演唱場次列表：
| 場次       | 舉行日期（星期）     | 開場時間    | 備註                                                   |
| ---------- | -------------------- | ----------- | ------------------------------------------------------ |
| 1          | 2001年12月14日（五） | 晚上9時     | 開場時間因拜神用的燒豬比預期遲送到而順延至接近晚上九時 |
| 2          | 2001年12月15日（六） | 晚上8時15分 |                                                        |
| 3          | 2001年12月16日（日） | 晚上8時15分 |                                                        |
| 4          | 2001年12月21日（五） | 晚上8時15分 |                                                        |
| 5          | 2001年12月22日（六） | 晚上8時15分 |                                                        |
| 6          | 2001年12月23日（日） | 晚上8時15分 |                                                        |
| 7          | 2001年12月24日（一） | 晚上8時15分 | 國際歌迷日                                             |
| 8          | 2001年12月25日（二） | 晚上8時15分 |                                                        |
| 9（加場）  | 2001年12月28日（五） | 晚上8時15分 |                                                        |
| 10（加場） | 2001年12月29日（六） | 晚上8時15分 |                                                        |
| 11（加場） | 2001年12月30日（日） | 晚上8時15分 |                                                        |
| 12（加場） | 2001年12月31日（一） | 晚上9時30分 | 為了配合晚上12時舉行的除夕倒數環節而將開場時間延遲     |

### 舞台設計

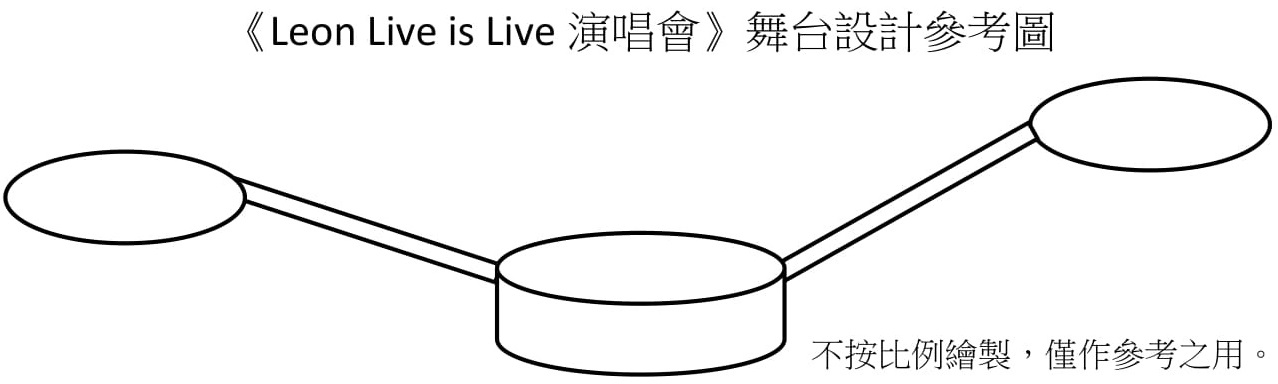
舞台設計參考圖

2001年11月8日，黎明在記者招待會透過模型向公眾展示及介紹這個演唱會的舞台設計，演唱會開放全部4面觀眾席，採用四面台設計，整個舞台由由三個圓形台組合而成，採用伸展式設計，中央舞台有一道可覆蓋整個舞台的圓形白色布幕，以及一個約十呎高，由120部液晶顯示器組成的圓球狀可升降大螢幕，並運用電腦技術、燈光及煙花加強視覺效果。黎明表示不想演唱會只局限在中間的舞台，因此構思從中央舞台的兩邊搭建天橋，向上伸展到中層觀眾席兩旁的圓形小舞台，拉近與高層觀眾的距離，舞台面積和高度均打破了黎明以往的演唱會紀錄，製作成本較以往多出三分之一，搭建工程及安全測試於2001年12月初開始進行。

### 服裝造型
演唱會由Jonathan Chan擔任形象及服裝設計師，黎明穿著的服裝以親民的休閒服為主，當中包括西裝造型、皮褸造型、白馬王子造型、跳舞造型及太空人造型等，並把前額的一撮頭髮染成紅色以配合聖誕節，而舞蹈員的服裝則由姚志康設計及訂製，當中包括罩杯式上衣（Bra Top）、迷你裙、低腰褲、排球熱褲、三角褲等。

### 歌曲及舞蹈編排
《Leon Live is Live演唱會》由雷頌德擔任音樂總監並參與幕前演出，負責演奏的樂手包括：鄧建明（結他）、伍樂城（鋼琴）、單立文（貝斯）、黃丹儀（鍵琴）、Anthony Fernandes（鼓）、Chinsky Cheung（和音）、Tammy Tam（和音），選曲方面以舊歌為主，黎明以「陳年佳釀」來比喻舊歌，認為年份會令它變得香醇，而為了配合聖誕節，演唱曲目的最後數首歌曲重新編上聖誕鐘聲的配樂。由16人組成的舞蹈員團隊來自韓國，並安排翻譯員協助溝通，排舞師設計了一連串的密集式舞步以配合快歌演出。黎明在演唱會籌備階段透過打乒乓球訓練自己的節奏感；透過溜冰訓練自己的反應；透過攀石訓練自己的體力，他在演唱中除了唱歌外，亦剖析自己的事業路向及播放他首次執導的音樂短片，而他每晚演出的講詞，是看當時心情而定，沒有刻意去編寫。
以下是演唱歌曲名單：
1. 心情好（音樂）
2. 今夜你會不會來
3. 全日愛
4. 盡情地愛
5. 兩位一體
6. 及時擁抱
7. 純粹誤會
8. 不規則
9. OH！夜
10. 愛比我重要
11. 越夜越有機
12. 那有一天不想你
13. 簡愛
14. 指日可待
15. MI-II
16. 眼神騙不過
17. 喜
18. 你係我嘅
19. 看上她
20. 情深說話未曾講
21. 眼睛想旅行
22. Sugar In The Marmalade
23. 你很愛我
24. 聽身體唱歌
25. 我的感覺／送你一瓣的雪花
26. 我這樣愛你
27. Can't Take My Eyes Off U
28. 心情好（音樂）

## 反響

### 票房反應
《Leon Live is Live演唱會》門票售價分別為港幣400元、150元、80元，於2001年10月26日至11月8日進行優先訂票，並按照擇定的吉時，於2001年11月9日下午3時公開出售第1至第8場門票。有雜誌報道指演唱會門票截至2001年12月1日只賣出五成，並以「滯銷」來形容票房反應，引起黎明及其所屬的新力唱片公司不滿，拒絕該雜誌記者在記者會及演唱會進行採訪。主辦單位於2001年12月6日表示首三場門票已經售罄，其餘場次只剩下一千多張零散座位的門票尚未售出，並宣佈在2001年12月28日至31日加開4場，門票於2001年12月7日下午1時開售。有傳媒指澳門賽馬會向消費滿指定金額的客戶送出演唱會門票，有鼓勵大眾賭博之嫌，黎明表示澳門賽馬會是這個演唱會的贊助商之一，贊助商如何運用購得的門票，不是由他來控制，且認為贊助商回饋客戶是正常的做法，而早前指演唱會門票滯銷的雜誌在主辦單位宣佈加場後，再次報導指演唱會門票銷情慘淡，張耀榮有見及此，決定將封殺行動升級，考慮向法庭申請禁制令，限制該雜誌刊登與這個演唱會有關的照片。傳媒指每場演唱會至少有九成入座率，亦有場次出現全場爆滿情況。

### 各界迴響
這個演唱會的現場觀眾分別來自香港、日本、韓國、台灣、新加坡等國家及地區，當中包括具知名度的商界和演藝界人士。保安人員於2001年12月21日發現有觀眾進行偷拍，並將此觀眾逐離場及沒收其錄影帶。不少觀眾因視線被阻擋而與其他觀眾發生爭執，也有觀眾因不滿前排觀眾站起來築成人牆而潑綠茶洩憤，黎明及工作人員亦被波及，陳善之表示握手環節是黎明與觀眾接觸的機會，因此不想取消，他希望觀眾自律，同時亦會加強保安，驅趕過早湧到台邊的觀眾。2001年12月24日是演唱會的國際歌迷日，傳媒指不少觀眾自備噴雪器，當黎明演唱歌曲〈送你一瓣的雪花〉時，觀眾席上立即噴出雪花襯托，營造動人的場面，2001年12月31日尾場演唱會加設除夕倒數環節，現場觀眾不斷揮動螢光棒，情緒高漲不停大叫，表現投入，黎明形容這是歌迷愛的表現。黎明對於演唱會的整體編排感到滿意，但由於所有控制燈光的記憶體已經用盡，部份操作需改為人手執行，他表示演唱會的流程暢順，大型銀幕亦能夠做出效果理想的環迴影象。

## 影音作品
《Leon Live is Live演唱會》現場專輯於2002年以DVD形式發行，收錄歌曲如下：
- Opening（Music）－心情好
- 今夜你會不會來
- 全日愛
- 盡情地愛
- 兩位一體
- 及時擁抱
- 純粹誤會
- 不規則
- 愛比我重要
- 越夜越有機
- 簡愛
- 指日可待
- MI-II
- 眼神騙不過
- 喜
- 你係我嘅
- 看上她
- 眼睛想旅行
- Sugar In The Marmalade
- 你很愛我
- 聽身體唱歌
- 我這樣愛你
- Bonus Track（Count Down＋Announcement）（Music）－心情好